# Petrosfere
In archeologia, una petrosfera o palla di pietra (dal greco πέτρα (petra), "pietra" e σφαῖρα (sphaira), "palla") è il nome di qualsiasi oggetto sferico artificiale di qualsiasi dimensione composto da pietra. Questi manufatti principalmente preistorici possono essere stati creati , selezionati o alterati in qualche modo per svolgere la loro funzione specifica, compresa l'intaglio e la pittura.

## Siti paleolitici

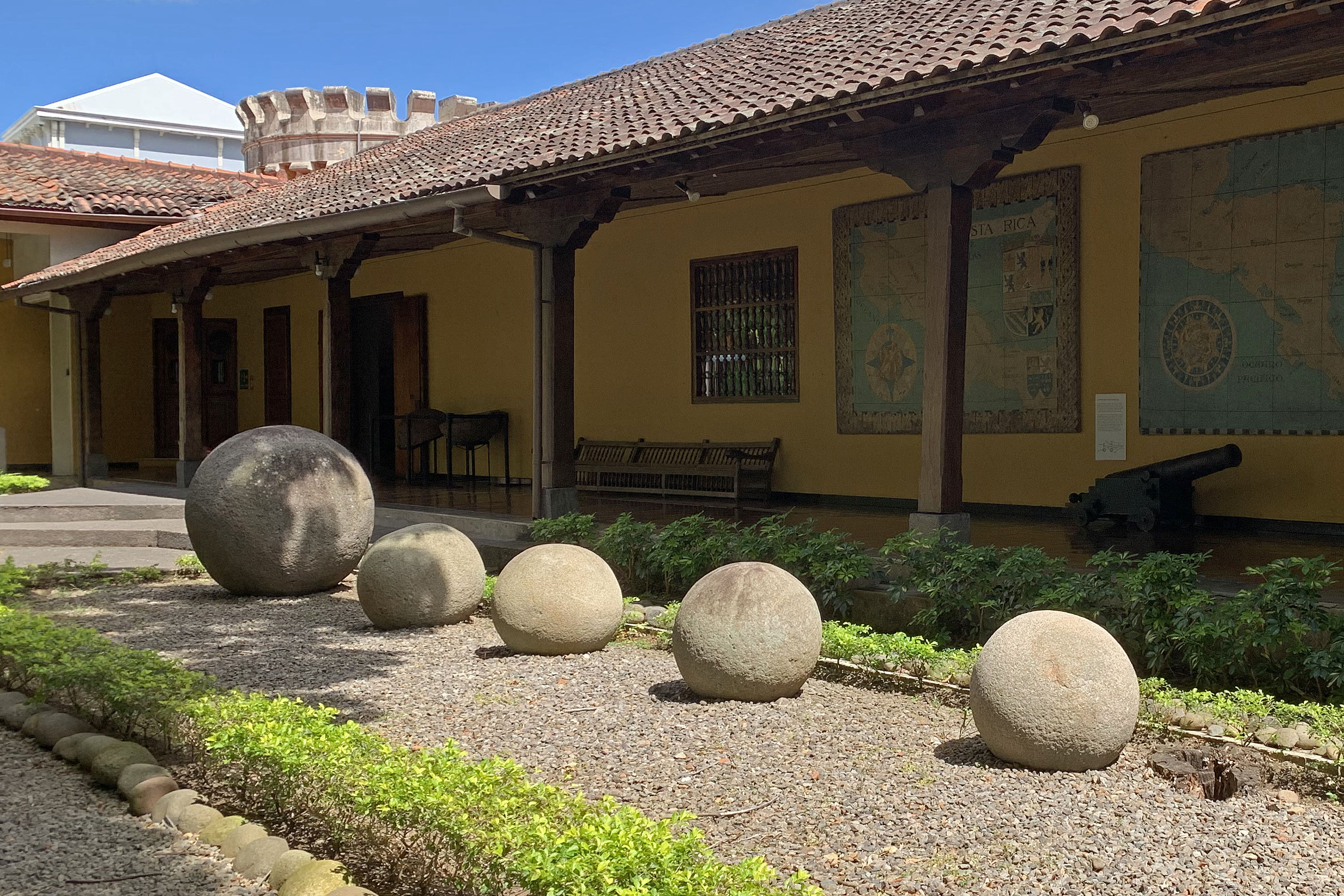
Petrosfere in mostra nel cortile principale del Museo Nazionale della Costa Rica a San José

Sfere di pietra sagomate si trovano nei siti paleolitici in Africa, Asia ed Europa, associate ai periodi Olduvaiano ( c. 2,6 milioni - 1,7 milioni di anni), Acheuleano ( c. 1,76 milioni - 130.000 anni) e all'età della pietra ( c. .280.000–50.000 anni). In Scozia sono stati ritrovati ciondoli di pietra dalla Scozia e sfere di arenaria in siti come Traprain Law. Nel 2018 in Bosnia fu scoperta una petrosfera del diametro di 3,3 metri.

## Utilizzi
La funzione delle sfere di pietra sagomate è ancora dibattuta. Alcuni archeologi sostengono che siano stati deliberatamente modellati dagli esseri umani per essere utilizzati come strumenti; altri che sono sottoprodotti dell'uso delle rocce per altri scopi. Sfere di pietra sagomate sono state utilizzate per l'estrazione del midollo osseo nella grotta di Qesem del Paleolitico inferiore, in Israele.